# Metrický prostor
Metrický prostor je jakákoli množina {\displaystyle M} spolu s informací o vzdálenosti („metrikou“ značenou {\displaystyle d} či někdy {\displaystyle \rho }), která každým dvěma prvkům {\displaystyle M} přiřadí reálné číslo („vzdálenost“) a splňuje tyto axiomy:
- {\displaystyle d(x,x)=0}
- Pokud {\displaystyle x\not =y}, pak {\displaystyle d(x,y)>0}
- {\displaystyle d(x,y)=d(y,x)}
- {\displaystyle d(x,z)\leq d(x,y)+d(y,z)}, tzv. trojúhelníková nerovnost.

Tyto podmínky zajistí alespoň nejzákladnějí podobnost metriky s pojmem vzdálenosti dvou bodů v běžném prostoru. Množina {\displaystyle M} se pak někdy označuje jako „nosná množina“ a její prvky jako body.
Metrický prostor je ovšem abstraktní matematická struktura, tzn. metrickým prostorem je každá dvojice {\displaystyle (M,d)}, která splňuje výše uvedené, například množina některých funkcí či nekonečných posloupností. Na jedné množině může existovat řada různých užitečných metrik.
Metrika umožňuje definovat mnoho pojmů jako otevřená a uzavřená množina, uzávěr a hranice množiny, okolí bodu, konvergence posloupnosti, spojitost funkce, úplný prostor atd. Tyto pojmy mají zásadní význam v mnoha odvětvích matematiky, jako např. geometrie, matematická analýza, funkcionální analýza, diferenciální rovnice aj.
Přínos metrických prostorů spočívá v tom, že pro jevy na velmi rozdílných množinách (vektory, nekonečné posloupnosti, funkce aj.), které splňují definici metrického prostoru, zavádí jednotnou terminologii (např. výše uvedené pojmy) a zkoumá, co mají společného. Je-li dokázáno, že něco platí pro každý metrický prostor, není třeba to znovu dokazovat pro posloupnosti, pro funkce atd.
Velký význam mají speciální typy metrických prostorů:
- Úplný metrický prostor je metrický prostor, v němž mají limitu všechny posloupnosti, které jsou cauchyovské, tzn. jejich prvky se k sobě „nekonečně“ (přesněji: libovolně) přiblíží.
- Normovaný prostor, což je jakýkoli vektorový prostor s metrikou, která smysluplně „odpovídá“ vektorové struktuře, tj. např. {\displaystyle d({\vec {a}}+{\vec {c}},{\vec {b}}+{\vec {c}})=d({\vec {a}},{\vec {b}})}. Úplný normovaný prostor je nazýván Banachův prostor.
- Unitární prostor je takový normovaný prostor, který nese analogii se skalárním součinem v běžném prostoru. Úplný unitární prostor se zve Hilbertův prostor.

Tyto prostory nesou více informací než obecný metrický prostor a „zapomenutím“ těch nadbytečných je možno z každého udělat metrický prostor, nebo přesněji na jeho nosné množině definovat metriku. V tomto smyslu je každý unitární prostor též normovaným prostorem a každý normovaný prostor je metrický. Stejně tak každý metrický prostor je uniformní prostor a každý uniformní je topologický prostor.
Ne každý normovaný prostor vznikne z unitárního (tj. lze na něm definovat skalární součin, který je v souladu s danou normou), ne každý metrický vznikne z normovaného a ne každý topologický vznikne z metrického (tj. lze na něm definovat metriku, která koresponduje s jeho topologickou strukturou). Metrizovatelné topologické prostory, tj. vzniklé z metrického prostoru, nesou pouze informaci o „tvaru“ množiny, ale ne o vzdálenosti, takže například písmena E, M a N jsou shodná topologicky, ale ne metricky.
Topologie je zásadní disciplínou, která rozšiřuje i na další množiny (tj. ty, které nejsou metrizovatelné) společnou terminologii (pojmy jako okolí, spojitá funkce a mnoho dalších) a tím umožňuje studovat společné vlastnosti ještě širší třídy matematických objektů.

## Historie
Maurice Fréchet zavedl pojem metrického prostoru ve své práci Sur quelques points du calcul fonctionnel, Rendic. Circ. Mat. Palermo 22 (1906) 1–74.

## Neformální úvod
Pojem "metrický prostor" vznikl proto, aby se některé pojmy (definované pomocí vzdálenosti bodů na reálné ose) daly zavést pro širší skupinu matematických objektů. Příkladem takových pojmů jsou:
- Otevřené a uzavřené množiny
- Spojité zobrazení
- Cauchyovská a konvergentní posloupnost
- Kompaktní množina

Tyto pojmy mají své definice na reálné ose, které silně využívají pojem "vzdálenost" (tedy absolutní hodnota rozdílu dvou reálných čísel). Lze je však zobecnit na jakoukoli množinu, kde je pojem "vzdálenost" nějak definovaný, například množinu bodů v rovině a prostoru. Nebo množinu spojitých funkcí na intervalu, kde vzdáleností je maximum jejich rozdílu. Pak se lze ptát, zda je nějaká množina funkcí uzavřená, zda posloupnost funkcí konverguje apod.
Jelikož studium těchto analogií (mezi reálnou osou a složitějšími množinami) přináší mnoho užitečných výsledků, jsou formalizovány pojmem "Metrický prostor", což je množina spolu se zobrazením, které každé dvojici bodů přiřadí tzv. metriku. Pojmy "metrika" a "vzdálenost" se při neformálním vyjadřování užívají záměnně, ale pojem "metrika" se snaží zdůraznit, že může jít o libovolné zobrazení splňující axiomy níže, nejen o vzdálenost v klasickém smyslu. Na téže množině (např. body v rovině) lze zavést několik různých metrik.

## Definice
Metrický prostor je dvojice {\displaystyle ({\mathcal {M}},\rho )}, kde {\displaystyle {\mathcal {M}}} je libovolná neprázdná množina a {\displaystyle \rho } je tzv. metrika, což je zobrazení
{\displaystyle \rho :{\mathcal {M}}\times {\mathcal {M}}\rightarrow \mathbb {R} },
které splňuje následující axiomy (pro libovolná {\displaystyle x,y,z\in {\mathcal {M}}}):
1. Axiom nezápornosti: {\displaystyle \rho (x,y)\geq 0}
2. Axiom totožnosti: {\displaystyle \rho (x,y)=0\iff x=y}
3. Axiom symetrie: {\displaystyle \rho (x,y)=\rho (y,x)\,\!}
4. Trojúhelníková nerovnost: {\displaystyle \rho (x,z)\leq \rho (x,y)+\rho (y,z)}

### Závislosti axiomů
Tyto axiomy nejsou nezávislé, nezápornost totiž vyplývá z ostatních tří axiomů:
{\displaystyle 2\rho (x,y)=\rho (x,y)+\rho (x,y)\geq \rho (x,x)=0}.
Nahradíme-li trojúhelníkovou nerovnost pozměněným tvarem
4*. {\displaystyle \rho (x,z)\leq \rho (z,y)+\rho (y,x)},
pak nezápornost vyplývá přímo z axiomu 4* a dále z axiomů 2 a 4* vyplývá symetrie.
Hodnota {\displaystyle \rho (x,y)\,\!} bývá nazývána vzdáleností bodů {\displaystyle x,y\,\!} v metrice {\displaystyle \rho \,\!}.
Vynecháme-li v axiomu 2 implikaci zleva doprava (tj. připustíme, aby dva různé body měly nulovou vzdálenost) a ponecháme tak pouze rovnost {\displaystyle \rho (x,x)=0}, nazýváme vzniklé zobrazení pseudometrikou.
Vynecháme-li 3. axiom, dostáváme kvazimetrický prostor se zobrazení nazývaným kvazimetrika.
Vynecháme-li 4. axiom, nazýváme vzniklé zobrazení semimetrikou.

## Příklady

### Metriky vRn{\displaystyle \mathbb {R} ^{n}}
Každý normovaný vektorový prostor je metrickým prostorem.
Množina reálných čísel spolu s metrikou {\displaystyle \rho (x,y)=|x-y|} (absolutní hodnota), kde {\displaystyle x,y} jsou libovolné body množiny {\displaystyle \mathbb {R} }, tvoří úplný metrický prostor.
Na euklidovském prostoru {\displaystyle \mathbb {R} ^{n}} (tj. v rovině, v prostoru, případně ve vícerozměrném prostoru) lze definovat metriku mnoha způsoby, z nichž nejběžnější jsou:
- Na množině {\displaystyle \mathbb {R} ^{n}} lze definovat tzv. euklidovskou metriku, která vyjadřuje délku úsečky mezi oběma body. Tento metrický prostor se nazývá euklidovský prostor dimenze {\displaystyle n} a označuje se {\displaystyle E_{n}}. Euklidovská metrika je definována následujícím vztahem (viz též Pythagorova věta):
Uzavřená koule se středem [2;1,5] a poloměrem 1 v součtové metrice.{\displaystyle \rho _{e}(\mathbf {x} ,\mathbf {y} )={\Bigl (}\sum _{i=1}^{n}|x_{i}-y_{i}|^{2}{\Bigr )}^{1/2}={\sqrt {{(x_{1}-y_{1})}^{2}+{(x_{2}-y_{2})}^{2}+\cdots +{(x_{n}-y_{n})}^{2}}}}
- tzv. součtová či manhattanská metrika (podle vzdálenosti, kterou je třeba ujít mezi dvěma křižovatkami na Manhattanu, mezi kterými se lze pohybovat jen po na sebe kolmých ulicích ve směru obou os).
{\displaystyle \rho =\sum _{i=1}^{n}|x_{i}-y_{i}|=(\mathbf {x} ,\mathbf {y} )=|x_{1}-y_{1}|+|x_{2}-y_{2}|+\cdots +|x_{n}-y_{n}|}
- tzv. maximová metrika:
{\displaystyle \rho (\mathbf {x} ,\mathbf {y} )=\max\{|x_{1}-y_{1}|,|x_{2}-y_{2}|,\ldots ,|x_{n}-y_{n}|\}}

Na jakémkoli normovaném vektorovém prostoru lze definovat pošťáckou (pařížskou, moskevskou...) metriku: {\displaystyle \rho (x,y)=\|x\|+\|y\|} pro {\displaystyle x\neq y} a {\displaystyle \rho (x,x)=0}. V této metrice hraje důležitou roli počátek. Dá se to představit tak, že všechny cesty z místa A do místa B vedou nejprve z A do tohoto významného bodu (Paříž, Moskva...) a až poté do B. Podobně lze definovat tzv. metriku francouzských železnic, která je definována shodně s výjimkou případů, kdy A a B leží na přímce procházející počátkem: v tom případě je jejich vzdálenost rovna jejich normální vzdálenosti. Vychází ze situace, kdy francouzské železnice tvořily hvězdu kolem Paříže, takže pokud člověk chtěl jet do města, ležícího na jiné trati, musel jet přes Paříž.

### Příklady metrik na množinách funkcí
- Suprémová metrikaMetrickým prostorem {\displaystyle C(\langle a,b\rangle )} nazýváme prostor všech spojitých funkcí na intervalu {\displaystyle \langle a,b\rangle \,\!} s metrikou
{\displaystyle \rho (f,g)=\sup _{a\leq x\leq b}{|g(x)-f(x)|}} (tzv. supremová metrika)
- Další možnou metrikou v prostoru spojitých funkcí na intervalu {\displaystyle (a,b)} je integrální metrika (pak se tento prostor nazývá Lp prostor)
{\displaystyle \rho (f,g)={\left[\int _{a}^{b}{\left|g(x)-f(x)\right|}^{p}\mathrm {d} x\right]}^{\frac {1}{p}}}

### Příklady na diskrétních množinách
- Na libovolné neprázdné množině (ovšem většina užitečných aplikací se týká diskrétních množin) lze zavést diskrétní metriku takto:
{\displaystyle \rho (x,x)=0} a {\displaystyle \rho (x,y)=1} pro {\displaystyle x\neq y}
- Levenštejnova vzdálenost vyjadřuje podobnost (resp. rozdílnost) dvou textových řetězců, kterou vyjadřuje jako počet změn (tj. nahrazení, vložení nebo vypuštění znaku), které jsou potřeba k transformaci jednoho řetězce v druhý.
- Délka nejkratší cesty v grafu je metrikou na vrcholech tohoto grafu (který musí být neorientovaný a souvislý).
- Hammingova vzdálenost

### Další příklady
- V každém Riemannově prostoru je možné definovat vzdálenosti bodů.

## Vlastnosti množin v metrickém prostoru
Buď {\displaystyle (X,\rho )} metrický prostor, {\displaystyle x\in X,\varepsilon >0,M\subset X}:
- Otevřená koule se středem v bodě x a poloměrem ε je množina {\displaystyle B(x,\varepsilon )=\{y\in X;\rho (x,y)<\varepsilon \}}. Někdy místo o otevřené kouli mluvíme o ε-okolí bodu x, pak ho značíme {\displaystyle {\mathcal {U}}(x,\varepsilon )}. Prstencové (redukované) ε-okolí bodu x je{\displaystyle P(x,\varepsilon )={\mathcal {U}}(x,\varepsilon )\setminus \{x\}}.
- Uzavřená koule je množina {\displaystyle {\bar {B}}(x,\varepsilon )=\{y\in X;\rho (x,y)\leq \varepsilon \}}.
- {\displaystyle \rho _{M}=\rho |_{M{\text{x}}M}} (zúžení na {\displaystyle M{\text{x}}M}) je metrika na {\displaystyle M} a prostor {\displaystyle (M,\rho _{M})} se nazývá podprostor metrického prostoru {\displaystyle (X,\rho )}.
- Řekneme, že x je vnitřní bod množiny M, jestliže existuje ε>0 splňující {\displaystyle {\mathcal {U}}(x,\varepsilon )\subset M}. Množina všech vnitřních bodů množiny M nazýváme vnitřkem množiny M a značíme {\displaystyle M^{0}} nebo {\displaystyle IntM}.
- Množinu se nazývá otevřená, jestliže {\displaystyle M=M^{0}}.
- Bod x je hromadným bodem množiny M, jestliže platí {\displaystyle \forall \varepsilon >0:P(x,\varepsilon )\cap M\neq \varnothing }. Množina hromadných bodů množiny M se nazývá derivace množiny M a značí se symbolem {\displaystyle M'}.
- Množina M je uzavřená, jestliže {\displaystyle X\setminus M} je otevřená (nebo taky jestliže všechny hromadné body patří do M).
- Uzávěrem množiny M rozumíme množinu {\displaystyle {\bar {M}}=\{x\in X;\forall \varepsilon >0:{\mathcal {U}}(x,\varepsilon )\cap M\neq \varnothing \}}
- Řekneme, že bod x je hraničním bodem množiny M, jestliže platí {\displaystyle \forall \varepsilon >0:({\mathcal {U}}(x,\varepsilon )\cap M\neq \varnothing )\land ({\mathcal {U}}(x,\varepsilon )\cap (X\setminus M)\neq \varnothing )}. Množinu všech hraničních bodů nazýváme hranice a značíme ji {\displaystyle \delta M}. Z definice vidíme, že tyto body patří do uzávěru množiny i do uzávěru doplňku množiny.
- Množina M je hustá v X, jestliže {\displaystyle {\bar {M}}=X}.
- Vzdálenost bodu x od množiny M definujeme předpisem {\displaystyle dist(x,M):={\inf _{z\in M}\rho (x,y)}}, kde {\displaystyle \inf } znační infimum.
- Diametrem (průměrem) množiny M rozumíme číslo definované předpisem {\displaystyle diamM=f(n)={\begin{cases}0,&{\text{pokud }}M=\varnothing ,\\{\sup _{x,y\in M}\rho (x,y)},&{\text{pokud }}M\neq \varnothing ,\end{cases}}} kde {\displaystyle \sup } značí supremum.
- Množina M se nazývá omezená, jestliže {\displaystyle \exists K:diamM<K}.

## Příklady
V {\displaystyle \mathbb {R} } s eukleidovskou normou:
- {\displaystyle M=(0,1)} : je otevřená, není uzavřená {\displaystyle M^{0}=M,{\bar {M}}=\langle 0,1\rangle ,\delta M=\{0;1\}}, omezená
- {\displaystyle M=\langle 0,1\rangle } : není otevřená, je uzavřená, {\displaystyle M^{0}=(0,1),{\bar {M}}=\langle 0,1\rangle ,\delta M=\{0;1\}}, omezená
- {\displaystyle M={\bigl (}0,1\rangle } : není otevřená ani uzavřená, {\displaystyle M^{0}=(0,1),{\bar {M}}=\langle 0,1\rangle ,\delta M=\{0;1\}}, omezená
- {\displaystyle M=(-\infty ,\infty )}: je otevřená i uzavřená, {\displaystyle M^{0}=M,{\bar {M}}=M,\delta M=\{\}}, neomezená

## Porovnání metrik
Mějme na neprázdné množině {\displaystyle \mathbf {M} } dvě libovolné metriky {\displaystyle \rho _{1},\rho _{2}}. Následující výroky jsou ekvivalentní:
- každá množina {\displaystyle \mathbf {X} \subset \mathbf {M} } otevřená v metrice {\displaystyle \rho _{1}} je otevřená také v metrice {\displaystyle \rho _{2}}
- každá množina {\displaystyle \mathbf {X} \subset \mathbf {M} } uzavřená v metrice {\displaystyle \rho _{1}} je uzavřená také v metrice {\displaystyle \rho _{2}}
- pro každé {\displaystyle \mathbf {X} \subset \mathbf {M} } platí {\displaystyle \mathrm {cl} _{2}\mathbf {X} \subset \mathrm {cl} _{1}\mathbf {X} }, kde {\displaystyle \mathrm {cl} _{i}\mathbf {X} } značí uzávěr množiny {\displaystyle \mathbf {X} } vzhledem k metrice {\displaystyle \rho _{i}}.
- pro každé {\displaystyle \mathbf {X} \subset \mathbf {M} } platí {\displaystyle \mathrm {int} _{1}\mathbf {X} \subset \mathrm {int} _{2}\mathbf {X} }, kde {\displaystyle \mathrm {int} _{i}\mathbf {X} } značí vnitřek množiny {\displaystyle \mathbf {X} } vzhledem k metrice {\displaystyle \rho _{i}}.
- každé okolí bodu {\displaystyle x\in \mathbf {M} } v metrice {\displaystyle \rho _{1}} je okolím také v metrice {\displaystyle \rho _{2}}.
- identické zobrazení metrického prostoru {\displaystyle (\mathbf {M} ,\rho _{1})} na {\displaystyle (\mathbf {M} ,\rho _{2})} je spojité.
- každá posloupnost {\displaystyle \{x_{n}\}} bodů z {\displaystyle \mathbf {M} }, která v metrickém prostoru {\displaystyle (\mathbf {M} ,\rho _{2})} konverguje k x, konverguje ke stejné limitě také v prostoru {\displaystyle (\mathbf {M} ,\rho _{1})}.

Uvedená tvrzení definují vztah mezi metrikami {\displaystyle \rho _{1}} a {\displaystyle \rho _{2}}. Je-li přitom {\displaystyle \rho _{1}\neq \rho _{2}}, pak o takto definovaných metrikách říkáme, že {\displaystyle \rho _{2}} je silnější než {\displaystyle \rho _{1}} (nebo {\displaystyle \rho _{1}} je slabší než {\displaystyle \rho _{2}}).

## Ekvivalence metrik
O metrikách {\displaystyle \rho _{1},\rho _{2}} na {\displaystyle \mathbf {M} } řekneme, že jsou ekvivalentní tehdy, když každá množina {\displaystyle \mathbf {X} \subset \mathbf {M} } je otevřená v metrice {\displaystyle \rho _{1}} právě tehdy, když je otevřená v metrice {\displaystyle \rho _{2}}. Jsou-li metriky{\displaystyle \rho _{1},\rho _{2}} ekvivalentní, pak pro každou množinu {\displaystyle \mathbf {X} \subset \mathbf {M} } platí {\displaystyle \mathrm {cl} _{1}\mathbf {X} =\mathrm {cl} _{2}\mathbf {X} }, kde {\displaystyle \mathrm {cl} _{i}\mathbf {X} } je uzávěr množiny {\displaystyle \mathbf {X} } v metrice {\displaystyle \rho _{i}}. Jestliže jsou metriky {\displaystyle \rho _{1},\rho _{2}} ekvivalentní, pak pro každou množinu {\displaystyle \mathbf {X} \subset \mathbf {M} } také platí {\displaystyle \mathrm {int} _{1}\mathbf {X} =\mathrm {int} _{2}\mathbf {X} }, kde {\displaystyle \mathrm {int} _{i}\mathbf {X} } je vnitřek množiny {\displaystyle \mathbf {X} } v metrice {\displaystyle \rho _{i}}.

## Hlavní pojmy
- Prostor M je totálně omezený, pokud pro každé kladné číslo {\displaystyle \epsilon \,\!} existuje konečná množina {\displaystyle S\subseteq M} taková, že každý prvek M je k nějakému prvku S blíže, než {\displaystyle \epsilon \,\!}. Množině {\displaystyle S} se říká {\displaystyle \epsilon }-síť. Prostor M je omezený, pokud existuje kladné číslo K takové, že vzdálenost libovolné dvojice prvků je menší, než K.
- Konvergence posloupnosti a spojitost zobrazení se definuje analogicky, jako na reálných číslech.
- Kompaktní množina je množina, z jejíhož každého pokrytí otevřenými množinami lze vybrat konečné pokrytí.
- Uzavřený podprostor se definuje podobně, jako na reálných číslech, ovšem prostor může být uzavřený vůči některým svým nadprostorům a otevřený vůči jiným. Je-li uzavřený vůči všem, pak se nazývá absolutně uzavřený
- Úplný metrický prostor je metrický prostor, v němž každá cauchyovská posloupnost je konvergentní. Prostor je úplný, právě když je absolutně uzavřený.

## Zobecnění
Vynecháním podmínky symetrie se definice mění na definici kvazimetrického prostoru, zatímco povolením nulové vzdálenosti pro různé body se definice mění na definici pseudometrického prostoru.

### Topologický prostor
Metrický prostor je velmi obecná struktura umožňující pracovat jednotně s mnoha různými druhy množin (množiny bodů, množiny funkcí apod.). Přesto je možno mnohé pojmy z metrických prostorů (například "uzavřená množina" nebo "spojité zobrazení") definovat ještě podstatně obecněji v pojmu topologický prostor. Každý metrický prostor je zároveň topologickým prostorem, ovšem nikoli opačně. Topologické prostory tedy umožňují studovat vlastnosti ještě širší skupiny množin, než metrické prostory. Tím se zabývá oblast matematiky zvaná topologie.